# El Espacio
El Espacio est un quotidien colombien de Bogota créé en 1965 par Ciro Gómez Mejía. Sensationnaliste, c'est le seul quotidien national d'importance avec El Tiempo, depuis qu'en 2001 El Espectador est devenu hebdomadaire en raison de problèmes financiers.